# Santa Vittoria d’Alba
Santa Vittoria d’Alba (piemontiul: Santa Vitòira) település Olaszországban, Piemont régióban, Cuneo megyében. Lakosainak száma 2876 fő (2023. január 1.). Santa Vittoria d’Alba Bra, Monticello d’Alba, Pocapaglia, Roddi és Verduno községekkel határos.

## Népesség
A település lakossága az elmúlt években az alábbi módon változott:
| Lakosok száma | 2830 | 2831 | 2876 |
|               | 2017 | 2018 | 2023 |